# Villabrágima
Villabrágima è un comune spagnolo di 1 201 abitanti situato nella comunità autonoma di Castiglia e León.